# Rumburak (film)
Rumburak je československý film, spin-off seriálu Arabela. Roku 1984 ho natočil Václav Vorlíček podle scénáře, na kterém se podílel spolu s Milošem Macourkem. Hlavní roli, čaroděje Rumburaka, ztvárnil Jiří Lábus. Film měl premiéru 1. července 1985.
Film má rovněž dvoudílnou televizní verzi (1. díl - Život ve věži, 2. díl - Čárymáry v počítači) po 49 minutách. Pro tento sestřih byly většinou použity rozdílné záběry z jiných klapek než pro jednodílnou verzi. Seriál měl premiéru o Velikonocích roku 1985 - 7. a 8.  dubna.

## Obsazení
| Jiří Lábus        | Rumburak          |
| Oldřich Kaiser    | inženýr Zachariáš |
| Jiřina Bohdalová  | teta Evženie      |
| Vlastimil Hašek   | ředitel Trojan    |
| Eva Jeníčková     | Helenka           |
| Lukáš Bech        | Vilík Trojan      |
| Zdena Hadrbolcová | trenérka          |
| Michal Ryneš      | Jakub             |
| Antonín Jedlička  | učitel Adam       |